# سعاد الناصر
سعاد الناصر من مواليد 1959م.

## دراستها
- التحقت بكلية الآداب والعلوم الإنسانية بتطوان، حصلت على الإجازة في الآداب سنة 1988.
- ثم حصلت على الماجستير سنة 1993 عن موضوع «صورة الغرب في الفن الحكائي المغربي الحديث».
- في نفس السنة التحقت بكلية الآداب والعلوم الإنسانية بتطوان.
- حصلت على شهادة الدكتوراه في الأدب العربي بميزة حسن جدا في موضوع «الحركة الأدبية: دراسة في المكونات والأجناس 1930-1970»

## العمل
- تعمل أستاذة التعليم العالي بكلية الآداب بتطوان، وتقوم بتدريس مواد: علوم القرآن ونصوص قرآنية وتحليل الخطاب السردي والسرد الحديث.
- رئيسة تحرير جريدة “ملامح ثقافية”.

## إصداراتها

### الشعر
- خلال دراستها الجامعية أصدرت ديوان: لعبة اللانهاية سنة: 1985
- ديوان فصول من موعد الجمر، 1986, من تقديم د. عماد الدين خليل
- ديوان سأسميك سنبلة، 2003
- ديوان هل أتاك حديث أندلس،

### القصص
- أصدرت مجموعتها القصصية: ايقاعات في قلب الزمن سنة:1995
- ظلال وارفة مجموعة قصصية يوليوز 2007

### أدب الرحلات
- قامت بتحقيق الرحلة التي قام بها الشيخ محمد الصفار من تطوان إلى باريس وهي بعنوان «الرحلة التطوانية إلى الديار الفرنسية» تقديم: الأستاد مصطفى الشعشوع والدكتور عبد الله المرابط الترغي.

### كتب أخرى
- نشرت لها سلسلة شراع المغربية كتيب في نفس الموضوع السابق بعنوان: بوح الأنوثة من تقديم الدكتور محمد الكتاني
- أصدرت لها مؤسسة كتاب الأمة القطرية كتاب «قضية المرأة: رؤية تأصيلية» في 2004
- وأصدرت لها السلسلة نفسها من كتاب الأمة: «الدعاء: سبيل حياة طيبة»، 2006
- أصدرت ضمن مؤلف جماعي بعنوان ظاهرة التطرف والعنف عن وزارة الأوقاف بقطر موضوع: «البعد الثقافي للعنف»
- أصدرت لها وزارة الأوقاف في الكويت مجموعة قصصية «ظلال وارفة».
- أصدرت لها روافد بالكويت كتاب: «نساء في دائرة العطاء: قصة المرأة في القرآن الكريم»

## النشاطات
- تهتم بقضية المرأة ولها عدة مقالات حولها منشورة في مختلف المجلات العربية والوطنية
- تشارك في العديد من الملتقيات الفكرية والأدبية داخل المغرب وخارجه
- لها عدة مخطوطات في الشعر والقصة والدراسة الأدبية والفكرية.
- مشرفة على فرقة الإبداع النسائي بكلية الأدب بتطوان.
- مشرفة على لجنة الأديبات بالمغرب العربي، التابعة لرابطة الأدب الإسلامي.
- تشارك في عديد من المؤتمرات والندوات الدولية والوطنية.
- شاركت أكثر من مرة في المؤتمر العالمي للشيخ النورسي بتركيا.
- تقوم بالإشراف على الموقع الإلكتروني [adibaat.net] التابع للجنة الأديبات بالمغرب العربي عن رابطة الأدب الإسلامي العالمية.

## التكريم
- قامت جمعية الحفاظ على اللغة العربية بتكريمها في30 يونيو 2012م بقاعة العروض بالمركب الثقافي مولاي رشيد الدار البيضاء